# Kostel svatého Martina (Sedlčany)
Kostel svatého Martina v Sedlčanech je římskokatolický farní kostel, postavený v raně gotickém stylu. Je jednou z dominant města Sedlčan a zároveň nejstarší dochovanou stavbu ve městě. Kostel náleží do gesce římskokatolické farnosti Sedlčany příbramského vikariátu, v minulosti sloužil kostel také jako děkanský chrám sedlčanského děkanství. Od roku 1958 je chráněn jako kulturní památka.

## Historie

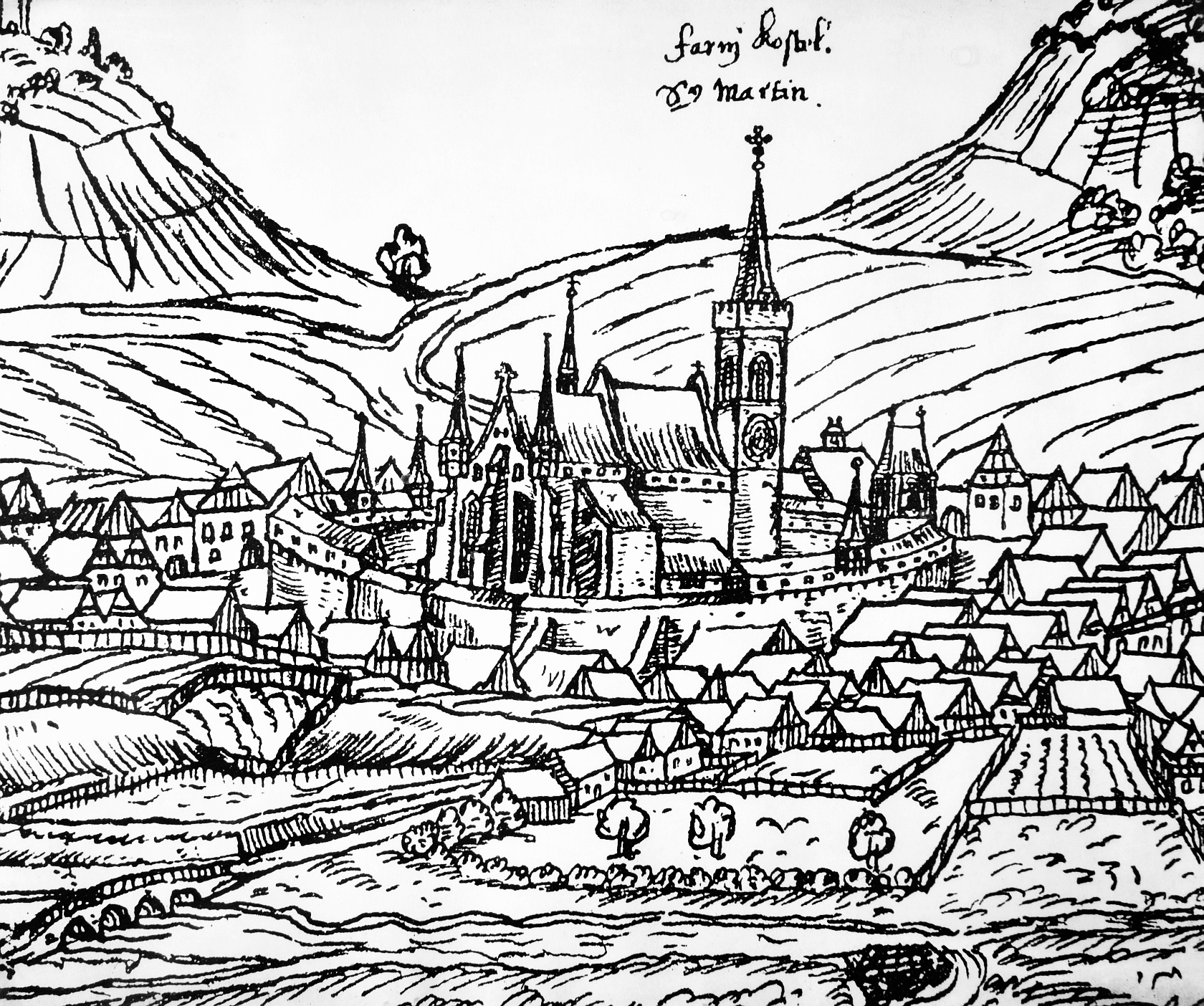
Kostel svatého Martina s hradbami na kresbě Jana Willenberga z roku 1602

Datum založení kostela není přesně známé, nejstarší zpráva o Sedlčanech z roku 1294 kostel nezmiňuje. Podle slohu věže se sdruženými románsko-gotickými okénky, umístěnými ve vrchní části věže, se usuzuje, že byl postaven v letech 1270–1280.
Kostel byl přestavěn ve 14. století na náklady rodu Rožmberků. Část původního zdiva kostela a část věže jsou dosud zachovány.
První a nejvýznamnější stavební etapa kostela, o níž jsou doložené zmínky, započala roku 1374, kdy někdejší majitelé a patroni Sedlčan, Petr a Jan z Rožmberka, přistavěli nový vysoký pravoúhlý presbytář (kněžiště) ve stylu vrcholné gotiky, jehož východní zeď je v rozích a uprostřed podepřena třemi opěrnými pilíři. K presbytáři přiléhala z jeho severní strany dvoupatrová gotická sakristie, kde horní místnost sloužila k úschově městských a církevních cenností. Okna byla prolomena jen na jižní stěně kněžiště. Nečleněná severní stěna presbytáře představovala ideální místo pro realizaci monumentálních maleb.

### Kostel v období renesance
V renesanci byly fasády kostela byla opatřeny sgrafity. Roku 1580 směnil Vilém z Rožmberka Sedlčany s Jakubem Krčínem z Jelčan za jeho tvrz Nový Leptač (dnes Kratochvíle). Z Krčínovy renesanční éry pochází cínová křtitelnice a renesanční sgrafito věže. Když Krčín zemřel bez mužských potomků, vrátily se Sedlčany zpět Rožmberkům.

### Období baroka
Za třicetileté války byl 2. března 1645 kostel vydrancován švédskou armádou generála Lennarta Torstenssona a v průběhu staletí zasažen četnými požáry, které poškodily opevnění i kostel. Baroko se v kostele sv. Martina projevilo pouze ve vnitřním vybavení.

### 19. a 20. století
Druhá významná stavební úprava kostela proběhla až v 19. století. Roku 1817 byla místnost nad sakristií změněna na oratoř, z níž byla do kněžiště prolomena dvě okna. V roce 1906 spadla klenba pod oratoří. Ta byla tehdy zrušena a okna do presbytáře byla zazděna.
Byla přistavěna chrámová předsíň a do nového vchodu přemístěn původní gotický trojlaločný hlavní portál. V letech 1862-1864 byl kostel rozšířen o severní pseudogotickou boční loď s emporou v patře a zřízen byl nový dřevěný kůr pro varhany. Pro přístup bylo vybudováno nové schodiště, přiléhající k věži. Novogotický projekt vypracoval architekt Bernhard Grueber. Na přelomu 19. a 20. století byla provedena rekonstrukce kružeb oken a pořízené vitráže.
V roce 1913 byly v souvislosti s vymalováním presbytáře objeveny pod vrstvou malby staré fresky. Do děkanské pamětní knihy a kroniky byl zaznamenán popis s náčrty a pořízeno několik fotografií. Poté bylo vše opět přetřeno barvou.
Hlavní barokní oltář, který byl pořízen počátkem 18. století, shořel 5. května roku 1934. Příčinou požáru byla pravděpodobně závada elektroinstalace. Repliku barokního oltáře zhotovil téhož roku kutnohorský řezbář František Charvát. Vytvořil i repliky soch sv. Václava a sv. Ludmily a zastavení křížové cesty.

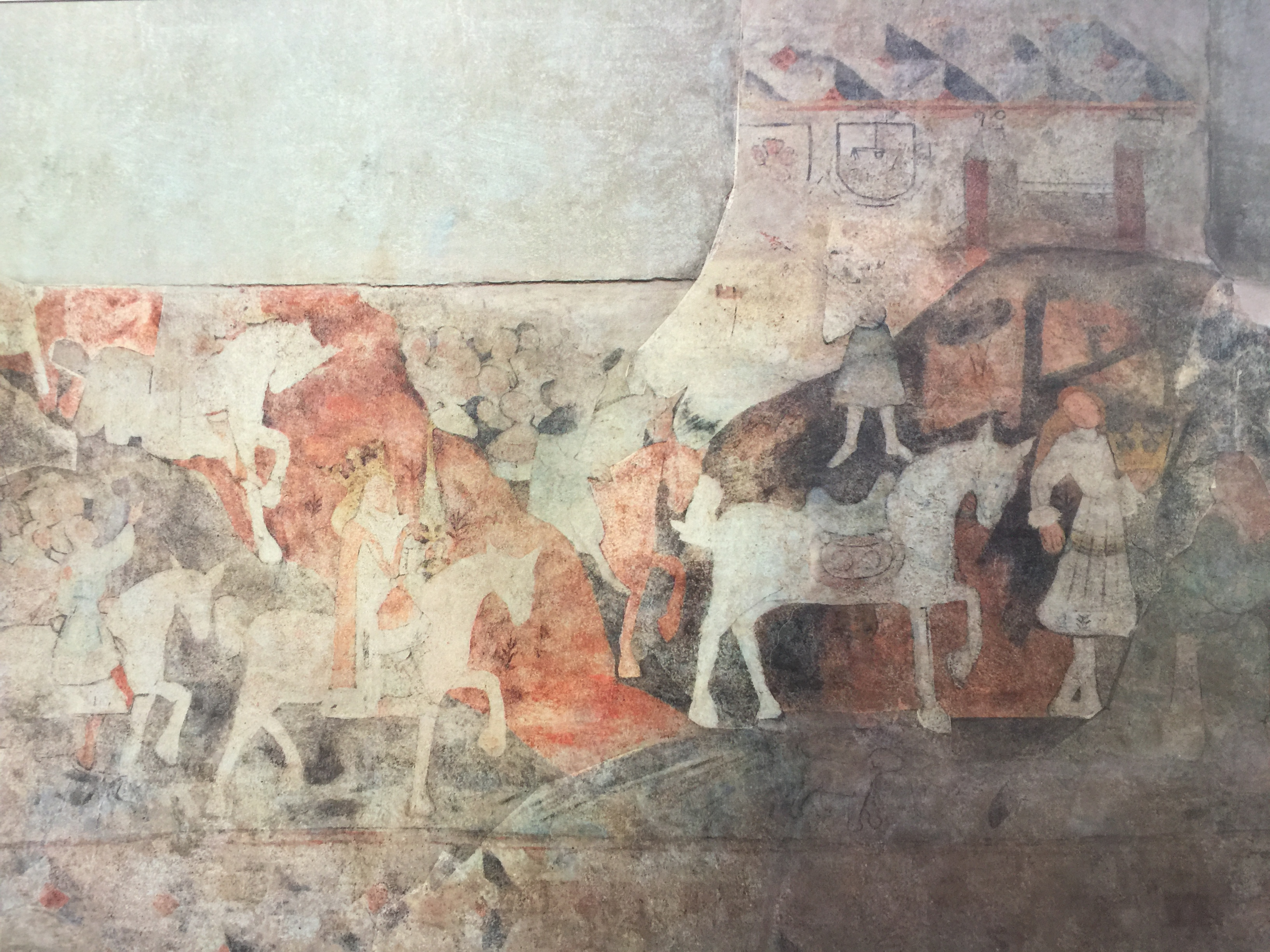
Freska Průvod Tří králů

V letech 1956–1958 byla obnovena sgrafita na fasádě kostela.

### 21. století
V roce 2014 byl proveden odborný restaurátorský průzkum severní stěny presbytáře. Byla odhalena rozsáhlá gotická freska Průvodu Tří králů a torzo malby Křtu Páně. Klanění Tří králů v této podobě patří v českých zemích k ojedinělým, objednavatelem maleb byl snad Jindřich z Rožmberka. Následně bylo také potvrzeno několikanásobné poškození středověké malby, které vzniklo při různých stavebních úpravách kostela. Jedno ze zásadních poškození malby jsou dva proražené okenní otvory z roku 1817, které vedly do oratoře nad sakristií, než byly zazděny. V roce 2015 byla freska zrestaurována.

## Exteriér

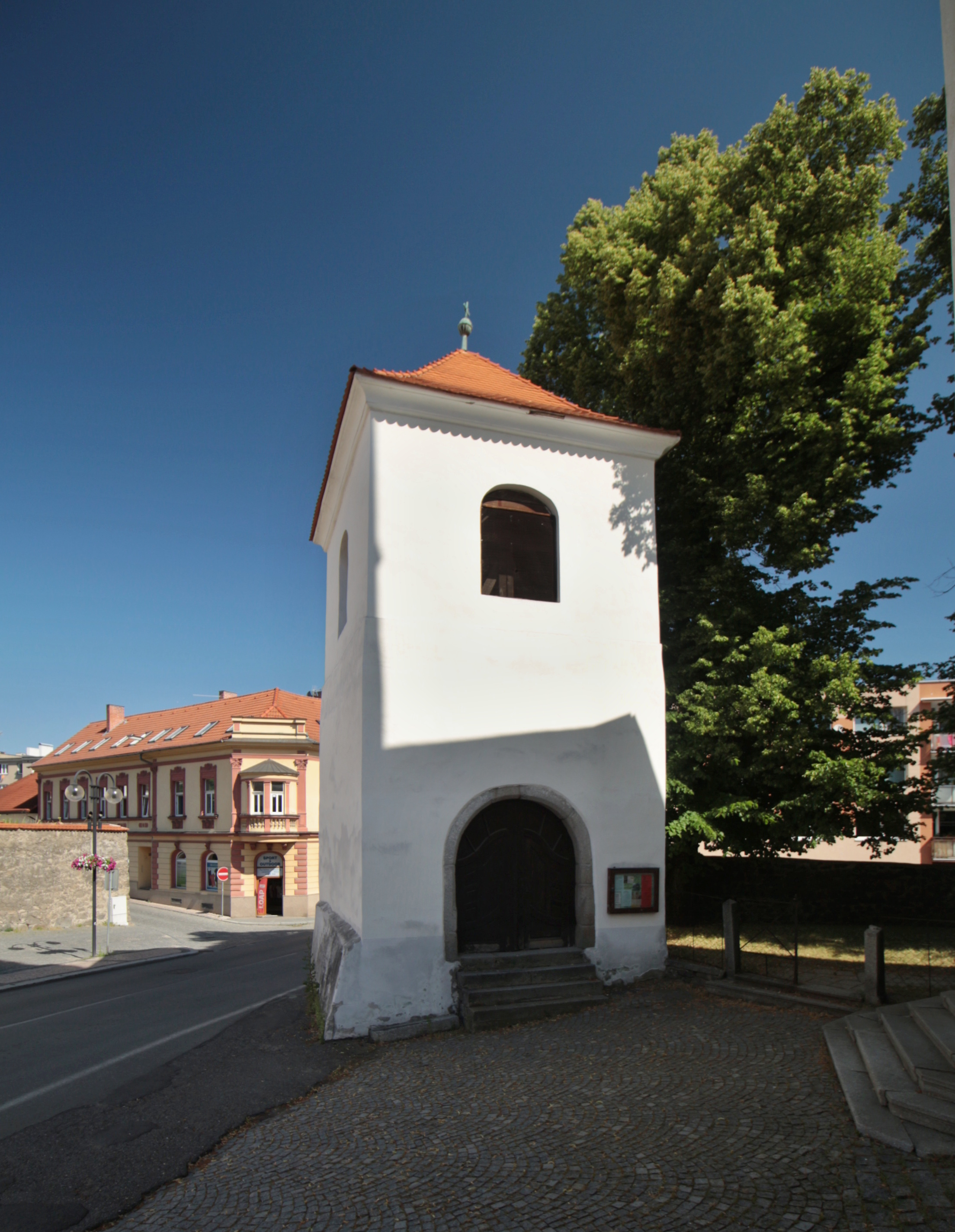
Pozdně gotická zvonice

Kostel je situován jižně od náměstí a na západě je otevřen přímo do ulice. Gotický kostel stojí na oválném návrší dřívějšího hřbitova.
Hranolová zvonice je dvojpodlažní, dochována v pozdně gotickém stylu, s nepatrně ustupujícím zděným zvonovým patrem, zastřešená nízkou stanovou střechou, krytou bobrovkami. Na průčelí, orientovaném ke kostelu, je široký, půlkruhový portál s okosením, které je dole pravoúhle zalomené. Do portálu jsou vsazeny výplňové dveře. Patro osvětluje klenuté okno.
Sedlčany neměly hradby, ale kostel byl opevněný. Opevněné kostely jsou charakteristické hradbou, z niž se zde dochovalo kamenné ostění brány ve zdivu zvonice, která se nachází na severozápadní straně od kostela. Ve středověku byl obehnán hradbou s baštami, podsebitím, arkýřovými vížkami a bránou s padacím mostem. Sloužil tak v případě ohrožení jako poslední útočiště obyvatel. Rozsah původní hradby naznačuje současná zeď okolo kostela z roku 1955. Rovněž loď a presbytář kostela měly hrázděné patro, jehož pozůstatkem mohou být dřevěné krakorce.

### Západní průčelí

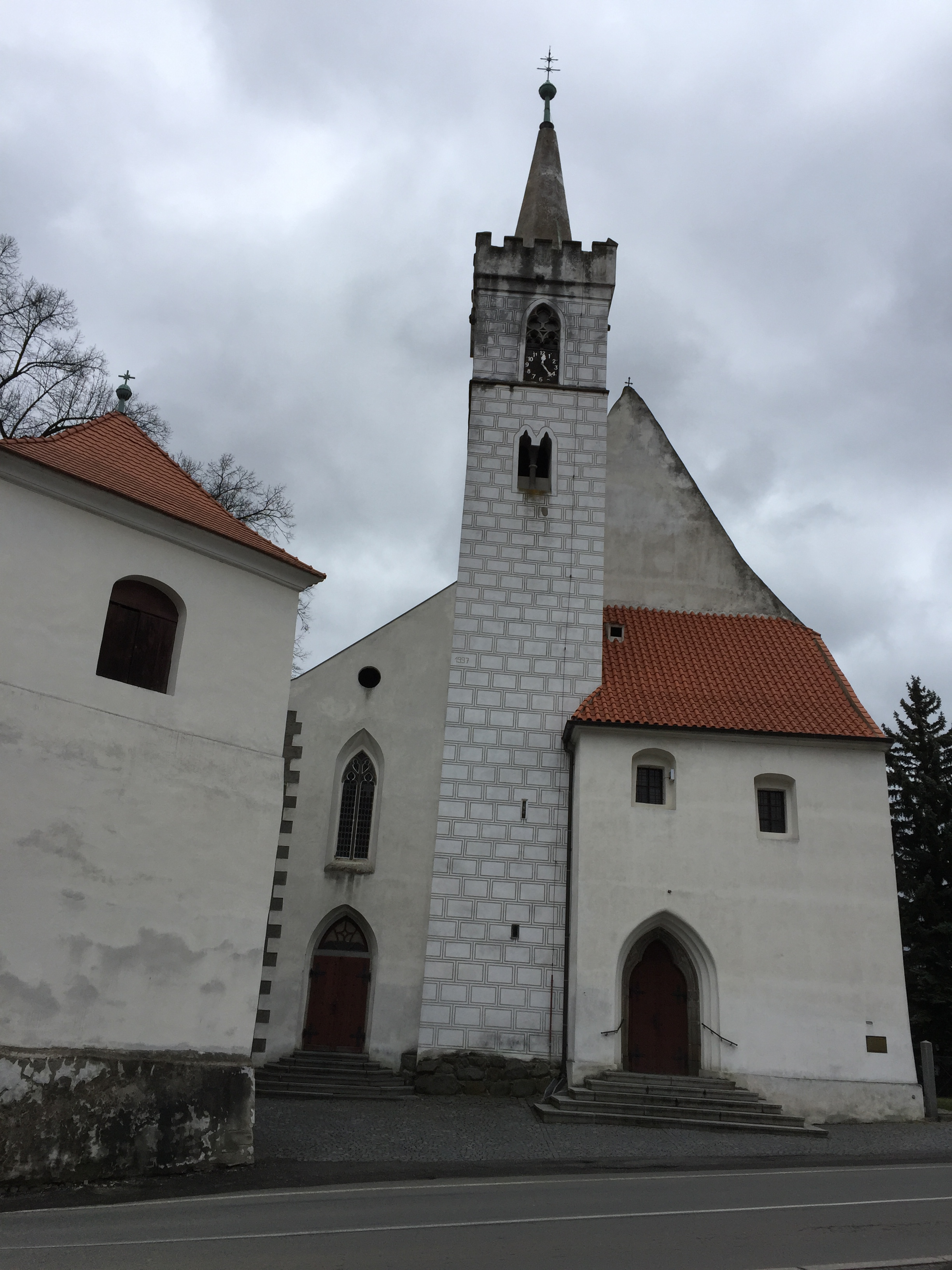
Západní průčelí s věží zapuštěnou do severní strany předsíně a s pozdně gotickou zvonicí v popředí

V západním průčelí kostela se nachází hranolovitá věž, předsazená hlavní lodi, k jejímuž jižnímu boku je přisazena předsíň s depozitářem v patře. Věž je pokryta sgrafitovou rustikou, s pozdně románskými až raně gotickými sdruženými, trojlistě zakončenými okny v prvním patře, bez kružeb. V dalším patře jsou z každé strany prolomena lomená okna s kružbami trojlistu v horní části a dvěma jeptiškami níže. Ve spodní části lomených oken jsou umístěny hodiny. Věž je zakončena ochozem s cimbuřím a zděnou osmibokou jehlancovitou střechou, která je stavebně mladší.
V průčelí předsíně můžeme vidět raně gotický profilovaný trojlistě zakončený portál a dvě jednoduchá obdélníková okénka, s rozdílnými výškami parapetu, která osvětlují první patro předsíně. Západní průčelí severního přístavku nám nabízí pohled na hrotitý portál a nad ním prolomené hrotité okno s dvěma plaménkovými kružbami a dvěma jeptiškami. Nad tímto oknem se nachází kruhový otvor bez kružeb. Štít lodi je hladký, trojúhelníkový.

### Východní průčelí

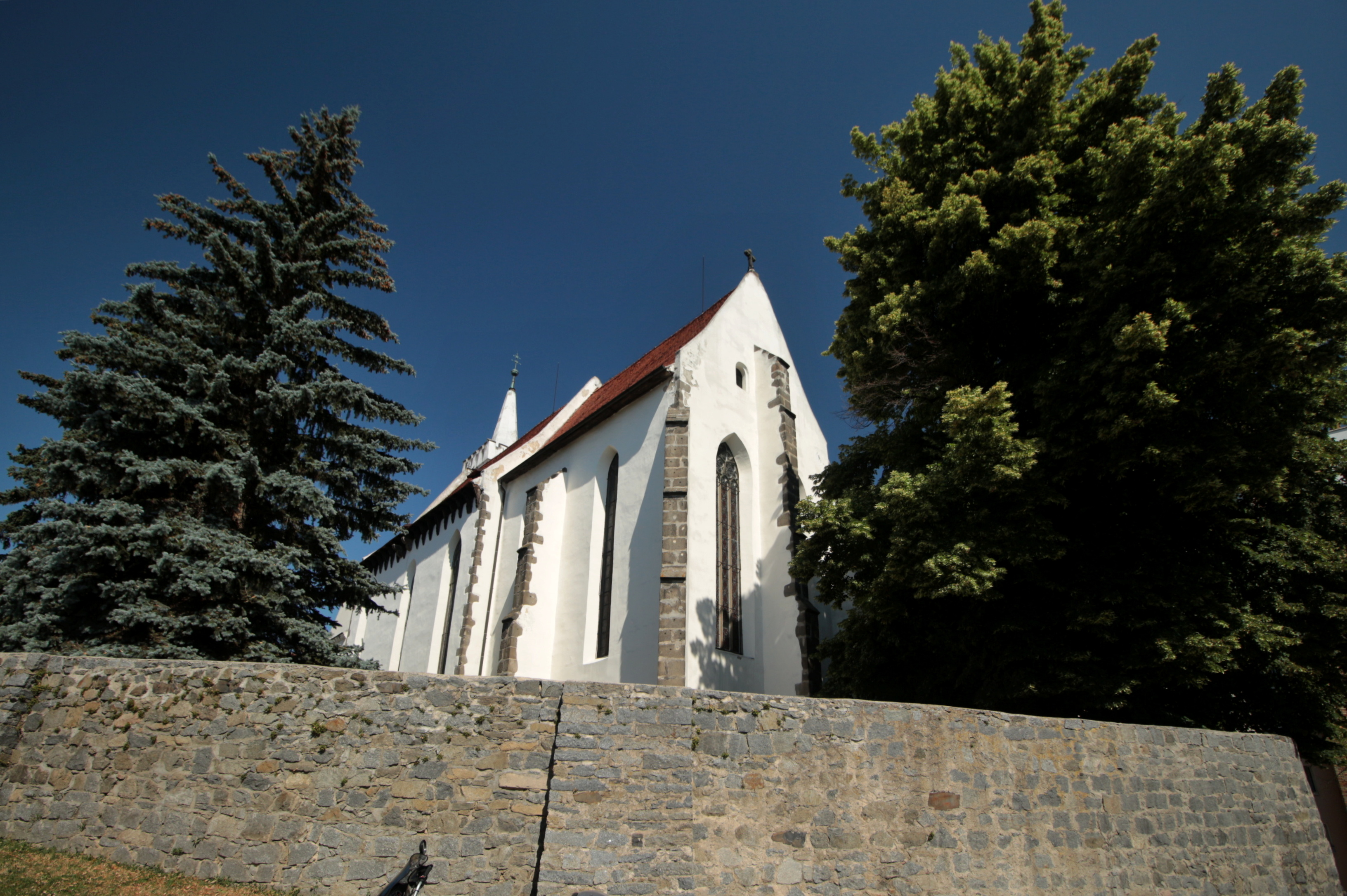
Závěr kostela od jihovýchodu

Ve východní zdi jsou dvě lomená okna s kružbami. Kružba severněji umístěného okna má nejvýše čtyřlist, pod ním dva trojlisty a nejníže tři jeptišky. Kružba jižněji umístěného okna má nejvýše také čtyřlist doplněný dvěma menšími čtyřlisty, trojdílné okno je ukončeno jeptiškami a kružbami.

### Jižní fasáda
Jižní stěna presbytáře je prolomena dvěma úzkými okny, která jsou zdobena stejnou gotickou kružbou, a to čtyřlistem a pod ním dvěma jeptiškami. Mezi okny je vysoký, čtyřikrát odstupněný opěrák, pultově ukončený. Čelo opěráku je bez omítky, s viditelnými kvádry. Obdobný je diagonálně postavený nárožní opěrák. V jižní zdi hlavní lodi je umístěný hrotitý profilovaný portál.
Hlavní loď prosvětlují dvě lomená okna s gotickou kružbou. Okno umístěno východněji je zdobeno dvěma jeptiškami, zakončeno kružbami dvou trojlistů a nad nimi kružbou čtyřlistu. Západněji prolomené okno má dvě jeptišky a ve vrchní části kružbu čtyřlistu.
Vstup do předsíně z jižní strany je zajištěn jednoduchými dřevěnými dveřmi. Prostor kruchty osvětluje z jižní strany jedno hrotité okno, zdobené dvěma jeptiškami a trojlistem. Na jižní straně předsíně jsou dvě jednoduchá obdélníková okénka, každé v jednom z pater, s ostěním zakončeným půlobloukem.

### Severní fasáda
V severní zdi hlavní lodi, k níž přiléhá sakristie, nejsou okna. Do sakristie zajišťují vstup jednoduché dřevěné dveře. Na severní straně kostela pseudogotického přístavku je situován jednoduchý obdélníkový portál, osazený dřevěnými dveřmi. Po stranách portálu se nachází symetricky umístěná obdélníková okna zdobená dvěma jeptiškami.

### Krovy
Trámový krov je na hlavní lodi nesen dřevěnými krakorci. Nad jižním vstupem lodi jsou v koruně zdi vsazeny i dva kamenné krakorce, které nejspíše nesly licí arkýř.

## Interiér
Jedná se o gotický jednolodní kostel s obdélným presbytářem, patrovou obdélníkovou sakristií a s rozsáhlým pseudogotickým přístavkem s emporou v patře po severní straně čtvercové lodi.

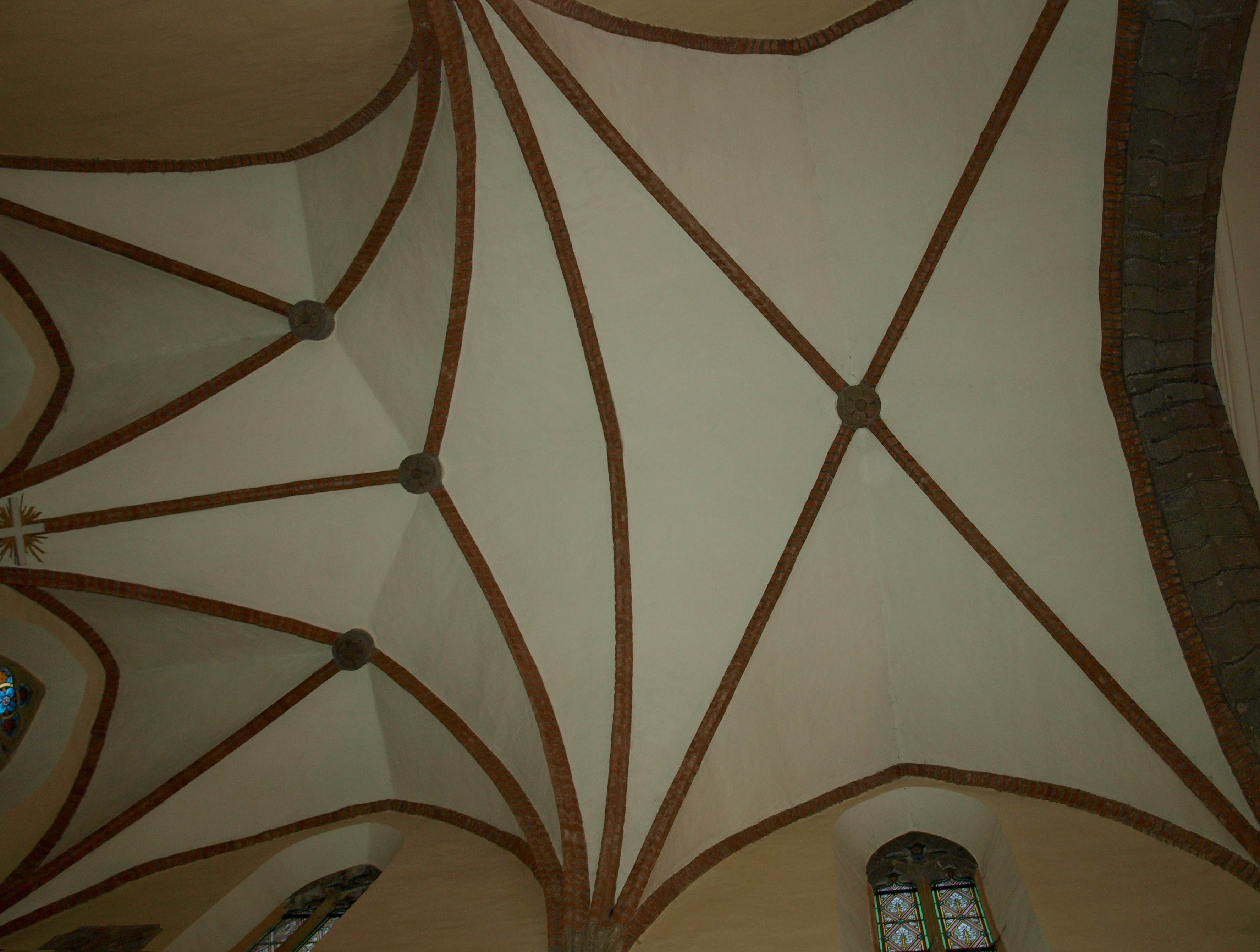
Zaklenutí presbytáře

### Kněžiště
Zaklenutí presbytáře tvoří dvě nestejně velká pole obdélníkového tvaru. Jedno pole je zaklenuto křížovou klenbou. Druhé pole je tvořeno obkročnou klenbou s klínovým žebry umístěnými na ornamentálních konzolách. Cihlová žebra se kříží ve svornících, zdobených trojhranným štítem a reliéfními pětilistými rožmberskými růžemi. Žebra jsou vesměs profilována a konzoly žeber v rozích presbytáře mají jehlancový tvar. Dveře z presbytáře do sakristie mají rovné nadpraží.

### Sakristie a oratoř
Obdélníková sakristie je zaklenuta dvěma poli křížové klenby a oratoř nad ní křížovou klenbou téhož typu. Klínová vyžlabená žebra vybíhají z jehlancových konzolek a spínají je ve vrcholu hladké kruhové svorníky.

### Loď a vítězný oblouk
Loď je krytá plochým stropem. Na pilířích je vymalován lobkovický knížecí erb. Hlavní loď a presbytář jsou od sebe odděleny lomeným vítězným obloukem, na hranách jednoduše profilovaný čtvrtkruhovým žlábkem. Loď je osvětlována z jižní strany třemi gotickými okny, okno umístěné nejblíže k vítěznému oblouku je nejširší.
Uprostřed kostelní lodi je zděná hrobka z roku 1713, v níž je pochováno několik šlechticů z okolních panství. 

### Panská tribuna a věž
Panská tribuna v západní části je spojena s 1. patrem věže úzkou chodbou. Panská tribuna je podklenuta mohutnou raně gotickou křížovou klenbou s klínovými žebry s náběžnými štítky.

## Zařízení

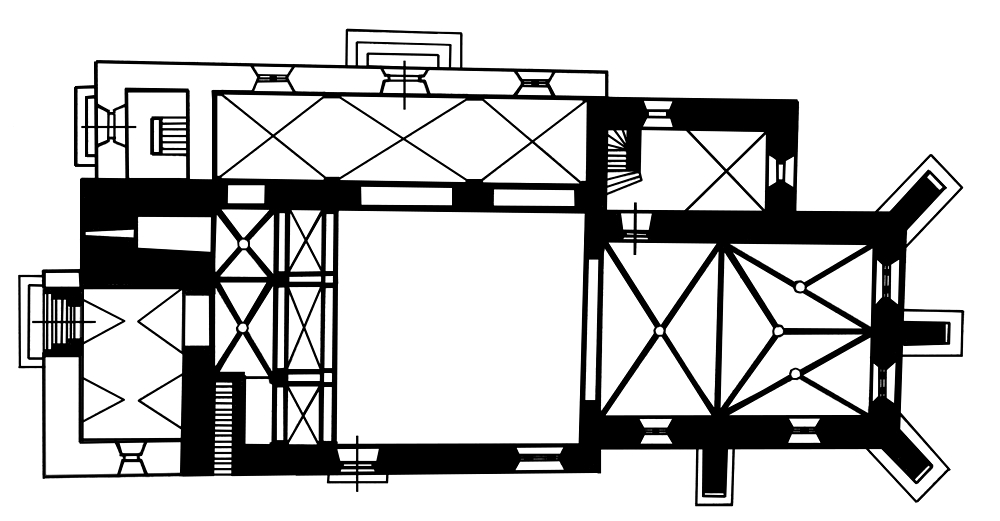
Půdorys objektu

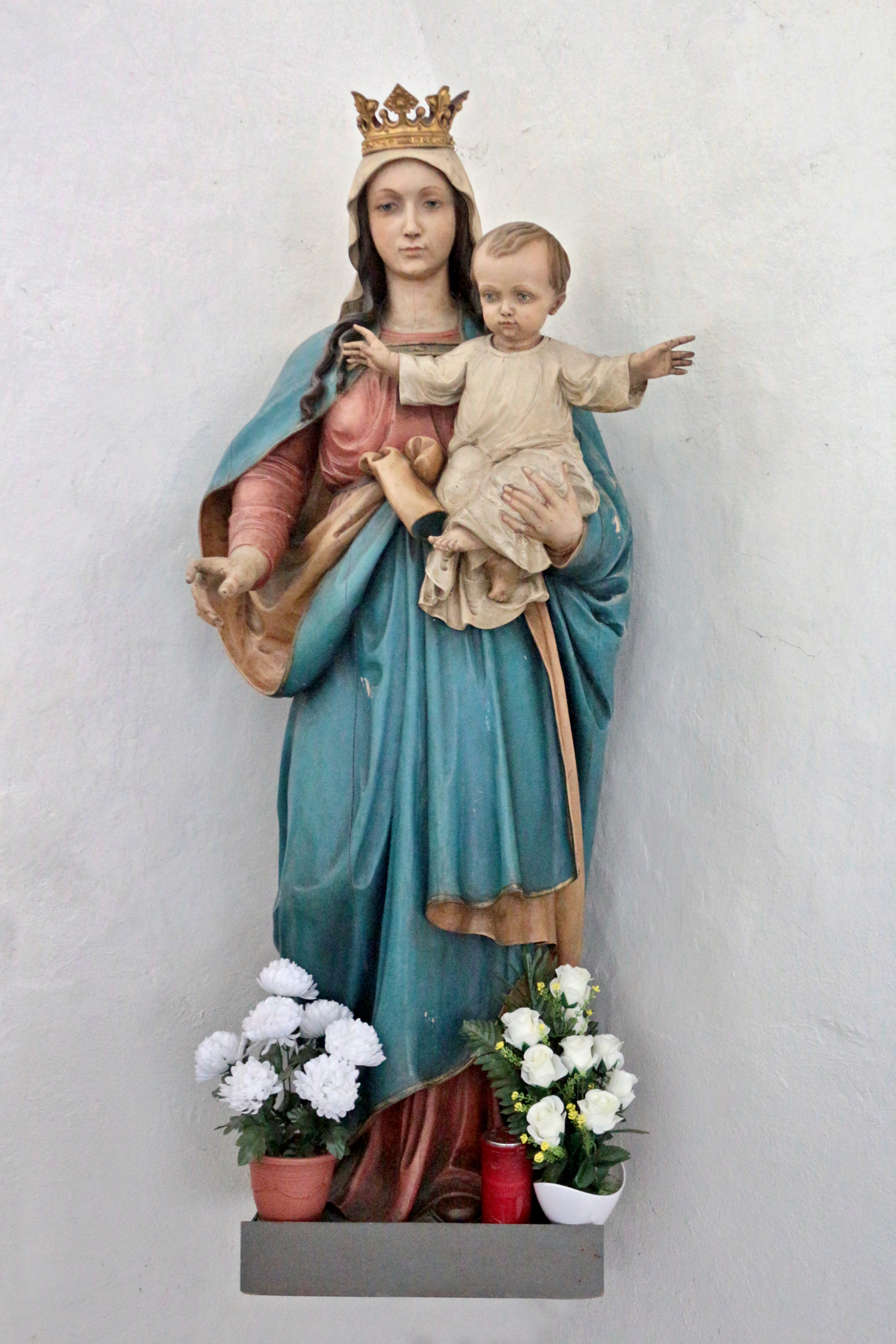
Socha Panny Marie s Dítětem v předsálí kostela

Vnitřní vybavení a zařízení kostela je převážně barokní, jako například hlavní portálový oltář se sloupy, kolem něhož se vine bohatá akantová řezba, do které jsou zakomponovány postavy andělů. Řezaný rám obstupují dva sloupy s korintskými hlavicemi po obou stranách oltáře, z nichž jeden má dřík hladký a druhý hadovitě stočený. Sloupky nesou vysoké kladí, nad nímž sochy tří klečících andělů drží oválný rámec obrazu. Ve štítovém nástavci hlavního oltáře je obraz „Korunovace Panny Marie“ od Jaroslava Majora z Prahy. Novodobá socha Madony s oválným obrazem svatého Martina od Jana Umlaufa v akantovém rámu v nástavci. Nad bočními brankami jsou sochy sv. Václava a Ludmily.
U vstupu do sakristie se nachází pseudobarokní kazatelna se sochami čtyř evangelistů.
V osách nosných sloupů kruchty jsou dvě dřevěné sochy světic z počátku 18. století.

### Postranní oltáře
Dále se zde nachází tři postranní pozdně barokní oltáře. Na oltáři severní boční lodi visí obraz Madony od Theodora Šmejkala a obraz sv. Kateřiny, na oltáři po jižní straně lodi obraz sv. Josefa a v horním nástavci obraz sv. Barbory od Jana Umlaufa z roku 1882, obrazy Srdce Páně a Srdce Pany Marie od L. Bernarda.

## Zajímavosti
U vchodu do sakristie ze hřbitova stávala zděná kostnice. Dnes jsou kosti uloženy pod kamenným křížem v parčíku u kostela s letopočtem 1728. Podle legendy jsou prý zde pohřbeni padlí husité, pravděpodobnější však je, že jde o kosti obětí moru z let 1680 a 1712.
Nejstarší vyobrazení opevněného kostela pochází od Jana Willenbergera z roku 1602.
Na hřbitově u kostela se pochovávalo do roku 1821.
V období protektorátu zde došlo k omezení bohoslužeb, když byly Sedlčany zahrnuty do vojenského prostoru. Kdo se chtěl zúčastnit nedělní mše, kterou sloužil děkan František Bučil, musel mít povolení pro vstup do města. V roce 1968 bylo rozhodnuto pořídit na památku děkana Bučila zvon po něm pojmenovaný.

## Bohoslužby
Bohoslužby se konají šestkrát týdně.

## Galerie

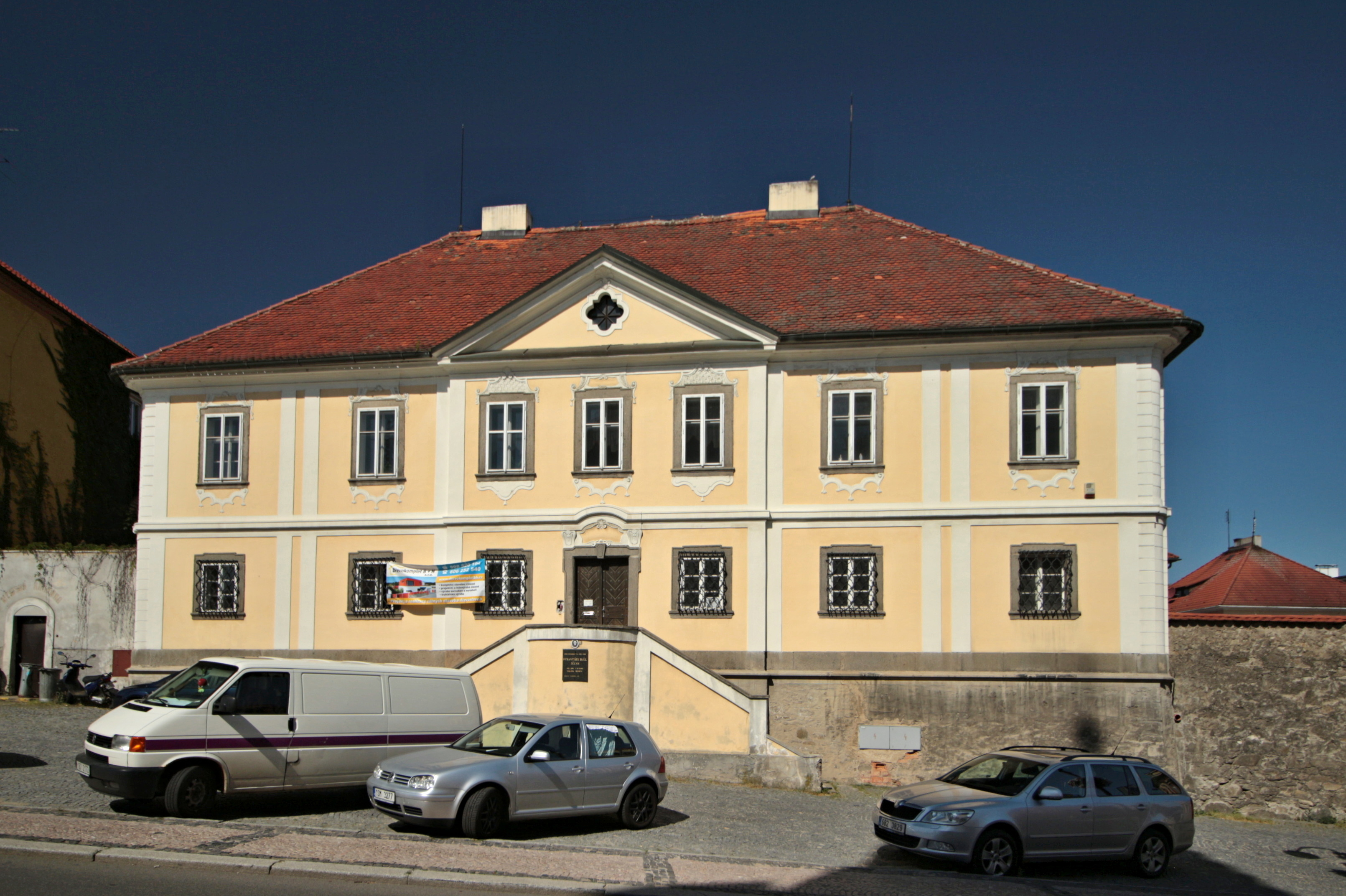
Sedlčanská farnost při kostele sv. Martina
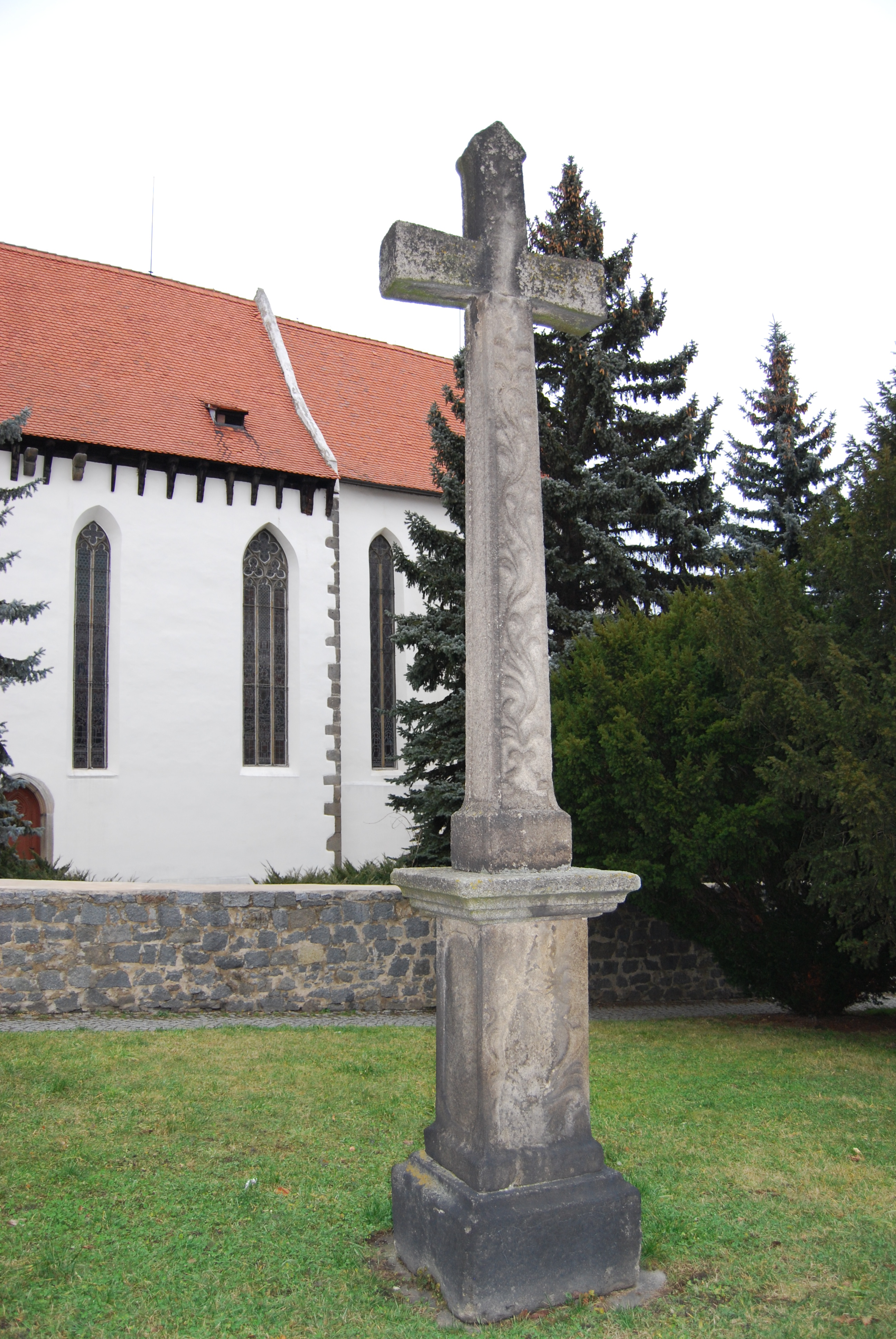
Kříž před kostelem
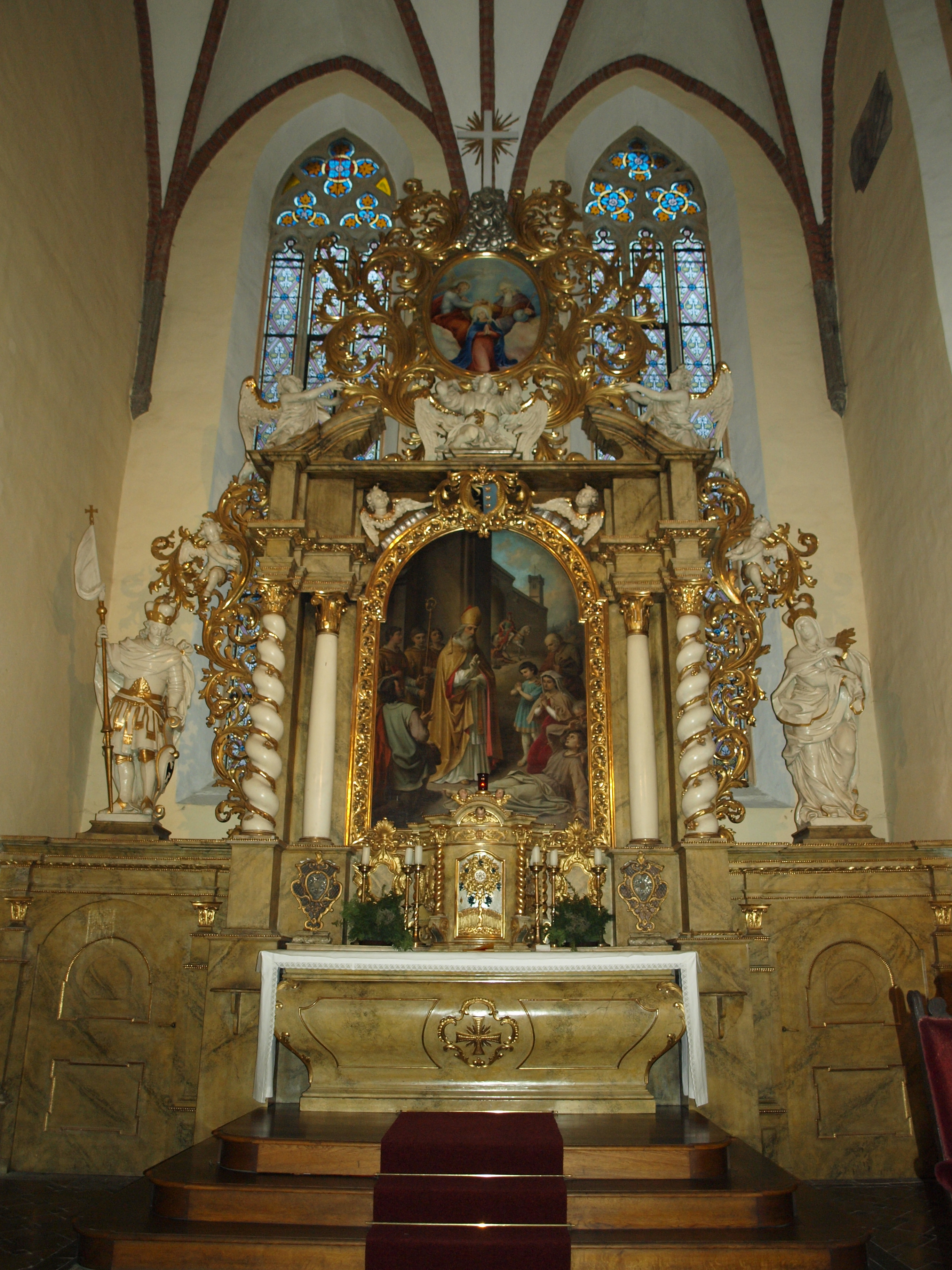
Pohled na barokní hlavní oltář v popředí a gotická lomená okna s kružbami ve východní zdi presbytáře
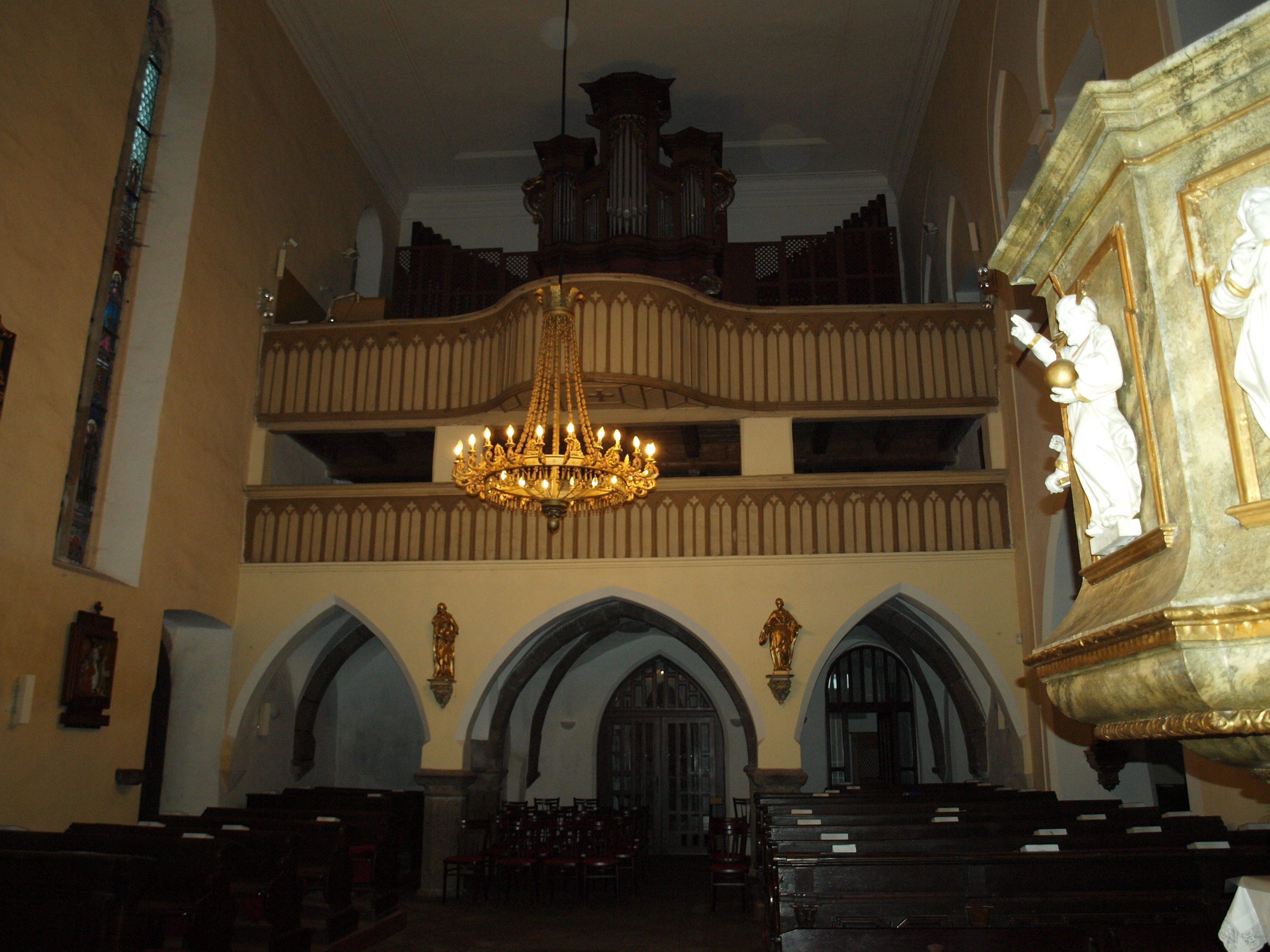
Panská tribuna a varhany